# پلنگ سیاه (فیلم ۱۹۷۷)
پلنگ سیاه (انگلیسی: The Black Panther) فیلمی بریتانیایی در سبک جنایی اکشن و ماجراجویی است که کارگردان آن ایان مرریک است.